# ان‌جی‌سی ۴۷۱
ان‌جی‌سی ۴۷۱ (انگلیسی: NGC 471) یک کهکشان عدسی شکل است که در فاصله ۱۶۸ میلیون سال نوری از زمین در صورت فلکی ماهی قرار دارد. این کهکشان در ۳ نوامبر ۱۸۶۴ توسط ستاره شناس آلمانی آلبرت مارت کشف شد.